# 中国人民解放军浙江省舟山警备区
中国人民解放军浙江省舟山警备区，是中国人民解放军浙江省军区下属的警备区，级别为正师级，管辖范围为浙江省舟山市。

## 沿革

### 中国人民解放军第二十二军
中国人民解放军第二十二军的前身是华东野战军第三纵队。1945年9月，山东军区所属鲁南军区第三、第五团和第二军分区3个基干营，在山东省峄县组建山东军区第八师，师长兼政治委员由鲁南军区政治委员王麓水暂代，副师长何以祥，政治部主任刘春，下辖：
- 第二十二团（由1941年7月组建的鲁南军区第三团改称）
- 第二十三团（由1940年组建的鲁南军区第五团改称）
- 第二十四团（由第二军分区3个基干营改编，前身为抗日战争初期在津浦路和微山湖上活动的铁道支队和黄河支队）[1]。
- 师直特务营（四个连）
- 山炮连（4门）
- 补充团
- 教导营

每个团辖三个步兵营、一个特务营。每个团属特务营辖炮兵连（6门迫击炮、1门九二步兵炮）、特务连、侦通连各一个。每个步兵营下辖四个步兵连，一个机枪连（重机枪4-6挺）。每个步兵连有机枪6挺，八八式掷弹筒1-3门。每连150人左右，每团3000人左右，全师近11000人。
1945年10月归津浦前线指挥部指挥，先后参加了界河、兖州、枣庄、韩庄等战斗，攻占邹县、滕县，歼灭国军第十九集团军9000多人，师长王麓水在滕县战斗中阵亡。1946年1月，改称山东野战军第八师，师长何以祥，政治委员丁秋生，政治部主任刘春。1946年6月底南下淮北，1946年8月参加泗县战斗，攻坚未克，自身“伤亡二千四百一十七名，特别是干部及骨干伤亡更大，排以上干部伤亡了一百零八名，其中团的干部四名，党员占了伤亡人员总数的一半以上”，伤了八师的元气，互相埋怨、互不信任、情绪消沉、工作消极之风大涨，例如主力第22团的第7连在战后不及一个月中逃亡就高达48人。经过整补，鲁南第17团和第19团的1个营及一部解放战士共约三千人分散补入各团，兵力大致得到恢复。1946年9月参加两淮保卫战，在渔沟、来安集一线配合第二纵队阻击前来增援的国军第七军。1946年10月底北返鲁南，出击台儿庄、枣庄，即台枣出击战，先后攻占南罗、北罗、陶沟桥、燕子景等地。台枣出击战之后，八师集中于兰陵以北休整了20余天，休整期间进行了战术训练。何以祥对各团训练侧重点做了指示：22团村落攻坚，23团山地攻坚，24团山地、平原地的阻击，但三者均以村落攻坚训练为重点。经此调整训练，8师战斗力基本得到恢复。1946年12月，在宿北战役中攻占峰山、晓店子，全歼国军整编第69师预备第三旅共6000多人。1947年1月，在鲁南战役中攻占凤凰山、尚岩、马庄，协同其他部队歼灭国军整编第26师师部。
1947年1月底，山东野战军第八师与滨海警备旅合编为华东野战军第三纵队，司令员何以祥，政治委员丁秋生，副司令员覃士冕，政治部主任刘春，下辖2个师，其中第八师番号保留，滨海警备旅改称第九师。滨海警备旅成立于1946年4月，由滨海地方武装和警备第十旅一部、第十一旅全部组成。1947年2月，第三纵队在临沂附近阻援，保障了莱芜战役的进行。1947年3月，鲁南军区第十师划归第三纵队建制，番号改为第七师，原第十师的前身是1946年8月下旬由鲁南军区几个基干团组成的警备第八旅，1946年10月中旬改称第十师。1947年4月22日至26日，第三纵队配合第十纵队攻克泰安，歼灭国军整编第七十二师大部共2.4万余人，俘虏敌师长杨文泉，其中第三纵队毙俘敌7264名、缴获机枪191挺、击落飞机l架。1947年5月13日至16日，第三纵队参加孟良崮战役，担负阻击国军援军整编第十一师的任务，毙伤俘敌686名，保障了孟良崮战役的进行。1947年7月中旬，第三纵队攻打济宁，但因判断敌情失误，伤亡3000多人。1947年9月上旬，参加沙土集战役，会同其他部队全歼国军整编第五十七师，第三纵队毙伤俘敌4299人。1947年9月底，第三纵队跨过陇海路进入豫皖苏地区。1947年12月中旬，第三纵队参加平汉、陇海路破击战役，1947年12月15日攻占许昌县城，毙伤俘敌7000余人。1947年12月25日至26日，配合晋冀鲁豫野战军攻克金刚寺，歼灭国军第五兵团部和整编第三师，第三纵队歼敌2422人。随后第三纵队南下，于1947年12月28日参加确山战斗，迫使大别山的国军主力回援。
1948年1月至2月，第三纵队在河南省漯河、郾城西北地区开展新式整军运动。同时，奉命将第七师机关分散到豫皖苏各分区工作，第七师第二十团归第九师建制、第二十一团归第八师建制，第三纵队仍辖第八、第九师。1948年3月9日，第三纵队参加洛阳战役，担任对洛阳城北面及东南面的主攻，会同其他部队于3月14日攻克洛阳，歼灭国民党青年军第二〇六师等部2万余人，在战斗中第三纵队第八师第二十三团第一营率先突破洛阳城东门城垣，战后获华东野战军授予“洛阳营”称号。1948年5月下旬，第三纵队参加宛东战役，在漯河成功阻击国军整编第十一师，歼敌2000多人。1948年6月中旬，第三纵队参加豫东战役，会同第八纵队攻克开封，全歼国军守敌4万多人。1948年6月底至7月初，第三纵队参加睢杞战役，阻击邱清泉兵团10昼夜，歼敌2800多人，保证了主力全歼区寿年兵团。1948年9月16日，第三纵队参加济南战役，和其他部队一同攻占济南，全歼国军守敌10万余人（其中第三纵队歼敌1.5万余人），第八师师长王吉文阵亡。1948年11月6日至1949年1月10日，第三纵队参加淮海战役，毙伤俘敌3万余人，缴获炮91门、枪4478支（挺）、火箭筒及掷弹筒33具、装甲车及汽车99辆以及大批军用物资。
1949年2月16日，根据中央军委《关于统一全军组织及部队番号的规定》，华东野战军第三纵队改称中国人民解放军第二十二军，隶属中国人民解放军第三野战军第七兵团建制，军长孙继先，政治委员丁秋生，副军长彭德清，参谋长来光祖，政治部主任刘春，后勤部部长董鸣春，下辖第六十四师、第六十五师、第六十六师及山炮团，全军3.2万余人。1949年3月初，第二十二军进至合肥附近地区开始准备渡江作战。1949年3月30日，第二十二军攻占枞阳镇等地，扫清了长江以北的国军残部。1949年4月20日晚，渡江战役发动，至4月24日第二十二军全军渡过长江。4月26日，第二十二军奉命进军杭州，4月28日渡过青弋江，4月29日抵达宣城以东地区，5月2日全军进入浙江省境，5月3日进入杭州，接替第二十一军防务。1949年5月16日，第二十二军奉命进军浙东，5月21日抢渡曹娥江，5月22日占领上虞、余姚，5月25日占领宁波，至5月28日占领除象山、宁海以外的全部浙东地区，共歼敌3719人。1949年7月5日至9日，第二十二军发起宁象战役，歼敌千余人，占领全部浙东大陆。8月18日，第二十二军第六十四师等部渡海攻占大榭岛，毙伤俘敌1448人。8月25日占领梅山岛。10月3日，第六十六师等部攻占金塘岛，歼敌2400多人。1950年5月，第二十二军与兄弟部队攻占舟山群岛。1950年12月中旬，第二十二军一部在华东军区海军舰艇部队的支援下，攻占浙东南的韭山列岛、檀头山岛，全歼国军守军，解除了国军对长江口的封锁。在整个解放战争中，第二十二军及其前身部队转战山东省、江苏省、河北省、河南省、安徽省、浙江省，先后参加主要战役23个，歼敌132196名，击落飞机2架，击毁坦克9辆，击伤舰艇3艘，缴获炮800余门、枪49716支、坦克和装甲车23辆、汽车501辆，攻占泰安、许昌、洛阳，开封、济南、宁波等城市，涌现出“洛阳营”以及林茂成、陈金合等英模单位及个人。
1949年至1950年，中国人民解放军第二十一、二十二、二十三、三十三军攻占舟山群岛各岛后，中国人民解放军第二十二军与第三十三军第九十八师一部留驻舟山群岛。第二十二军军部驻定海县城关，军直属部队驻舟山岛，所辖第六十四师设防于岱山、长涂岛，师部驻超果寺；第六十五师设防于舟山岛中西部，师部驻白泉；第六十六师设防于舟山岛东部及桃花岛、六横岛、朱家尖岛、普陀山岛等岛，师部驻沈家门。第三十三军第九十八师一部（后来改为淞沪警备区守备第十四旅）驻嵊泗列岛。

### 中国人民解放军浙江省舟山警备区
1958年2月，中国人民解放军第二十二军与守备第十四旅合并为中国人民解放军舟嵊要塞区，隶属中国人民解放军南京军区建制领导。1985年，舟嵊要塞区改为中国人民解放军舟嵊守备区。1992年，根据中央军委指示，改为中国人民解放军舟嵊要塞区，由南京军区转隶中国人民解放军浙江省军区建制领导。
1950年12月，设定海县人民武装部。1952年10月，设嵊泗县人民武装部。1953年4月，成立舟山人民武装部，1953年5月改称舟山专区人民武装部。1954年11月，改为舟山专区兵役局。1956年10月，改为中国人民解放军浙江省舟山军分区。1959年1月（一作1959年10月），舟山军分区改为舟山县人民武装部。1962年6月，由陆军舟嵊要塞区司令部动员处兼舟山专区人民武装部职能。1963年12月改为陆军舟嵊要塞区动员处。1965年6月，恢复舟山专区人民武装部，隶属中国人民解放军浙江省军区建制领导。1972年10月，更名舟山地区人民武装部。1975年11月，南京军区电示，同意将舟山地区人民武装部改编为中国人民解放军浙江省舟山军分区，至1977年10月1日该军分区正式成立。
1997年6月，舟嵊要塞区与舟山军分区合并为中国人民解放军浙江省舟山警备区，正师级，隶属中国人民解放军浙江省军区建制领导。

## 历任领导
华东野战军第三纵队
| 司令员 - 王麓水（1945年9月—12月牺牲，山东军区第八师师长） - 何以祥（1946年1月—1948年3月，山东野战军第八师师长、华东野战军第三纵队司令员） - 孙继先（1948年3月—1949年2月，华东野战军第三纵队司令员） 副司令员 - 何以祥（1945年9月—1946年1月，山东军区第八师副师长） - 覃士冕（1947年2月—1949年2月，华东野战军第三纵队副司令员） | 政治委员 - 王麓水（1945年9月—12月牺牲，山东军区第八师师长兼政治委员） - 丁秋生（1946年1月—1949年2月，山东野战军第八师、华东野战军第三纵队政治委员） |

| 参谋长 - 来光祖（1948年9月—1949年2月，华东野战军第三纵队参谋长） | 政治部主任 - 刘春（1945年9月—1949年2月，山东军区第八师、山东野战军第八师、华东野战军第三纵队政治部主任） |

中国人民解放军第二十二军
| 军长 - 孙继先（1949年2月—1950年10月） - 张秀龙（1950年10月—1958年4月） 副军长 - 彭德清（1949年2月—1949年） - 张秀龙（1949年—1950年10月） | 政治委员 - 丁秋生（1949年2月—1950年1月） - 王一平（1950年1月—10月） - 王六生（1950年10月—1956年2月） - 方中铎（1956年8月—1958年4月） |

| 参谋长 - 来光祖（1949年2月—1950年12月） - 马冠三（1950年—1952年） …… | 政治部主任 - 刘春（1949年2月—9月） - 王六生（1949年—1950年10月） …… |

| 后勤部部长 - 董鸣春（1949年2月—1949年） …… | 后勤部政治委员 |

中国人民解放军舟嵊要塞区
| 司令员 - 周志坚（1958年5月—1960年6月） - 张秀龙（1960年6月—1962年5月） - 廖政国（1962年11月—1965年5月） - 黄朝天（1965年5月—1969年8月） - 王景昆（1969年8月—1979年11月） - 夏天泰（1979年11月—1983年5月） - 王保臣（1983年5月—1985年8月） | 政治委员 - 张秀龙（1958年4月—1960年6月） - 谢胜坤（1960年6月—1962年6月） - 阙中一（1962年6月—1963年9月） - 陈士法（1962年11月—1964年11月，第二政治委员） - 曹思明（1963年9月—1969年10月） - 铁瑛（1964年10月—1973年10月，第二政治委员；1973年10月—1978年9月，第一政治委员） - 牟翰清（1973年10月—1977年12月，第二政治委员） - 杨映雪（1977年12月—1983年5月） - 王庆扬（1983年5月—1985年8月） |

中国人民解放军舟嵊守备区、舟嵊要塞区
| 司令员 - 王保臣（1985年8月—1988年1月） - 曾照喜 少将（1988年1月—1992年12月） - 江茂葆 少将（1992年12月—1993年12月） - 陈长明 大校（1993年12月—1997年5月） | 政治委员 - 王庆扬 少将（1985年8月—1990年6月） - 傅翠和 少将（1990年6月—1992年9月） - 卢匡衡 少将（1992年9月—1995年4月） - 孙荣正 大校（1995年4月—1997年5月） |

中国人民解放军浙江省舟山军分区
| 司令员 - 马志明（1951年7月—1953年3月，定海县人武部部长） - 肖斧（1952年10月—1953年3月，嵊泗县人武部部长） - 吴钊（1953年4月—1954年10月，舟山专区人武部部长） - 王振东（1955年2月—1956年10月，舟山专区兵役局局长） - 曾旦生（1956年任命，舟山军分区司令员，未到职） - 李振华（1957年5月—1958年9月，舟山军分区副司令员） - 李芳忠（1960年2月—1962年6月，舟山县人武部部长；1962年6月—1963年10月，舟山专区人武部副部长；1963年12月—1965年5月，舟嵊要塞动员处处长） - 刘敬厚（1965年6月—1982年8月，舟山地区人武部部长、舟山军分区司令员） - 朱永良（1982年8月—1983年5月） - 温海洲 大校（1983年5月—1988年） - 李孔让 大校（？—？） | 第一政治委员 - 英宜之（1950年12月—1952年2月，中共定海县委书记兼定海县人武部政委） - 王裕民（1952年12月—1953年3月，中共定海县委书记兼定海县人武部政委） - 陶清（1952年10月—1953年3月，中共嵊泗县委书记兼嵊泗县人武部政委） - 李频如（1953年4月—1956年1月，中共舟山地委书记兼舟山专区人武部、舟山专区兵役局政委） - 王裕民（1956年1月—10月，中共舟山地委代书记兼舟山专区兵役局政委） - 王裕民（1956年10月—1959年2月，中共舟山地委代书记兼舟山军分区政委） - 王裕民（1959年2月—1959年12月，中共舟山县委第一书记兼舟山县人武部第一政委） - 张殿奎（1959年12月—1962年4月，中共舟山县委第一书记兼舟山县人武部第一政委） - 阙中一（1962年6月—1963年10月，中共舟山地委书记兼舟山专区人武部第一政委） - 曹思明（1963年10月—1967年3月，中共舟山地委书记兼舟山专区人武部第一政委） - 李辉（1977年10月—1982年3月，中共舟山地委书记兼舟山军分区第一政委） - 高子成（1982年3月—1983年9月，中共舟山地委书记兼舟山军分区第一政委） - 卢英贤（1983年9月—1984年12月，中共舟山地委书记兼舟山军分区第一政委） - 祝耀祖（1984年12月—1987年3月，中共舟山地委书记兼舟山军分区第一政委；1987年3月—1991年1月，中共舟山市委书记兼舟山军分区第一政委） - 于辉达（1992年7月—1997年6月，中共舟山市委书记兼舟山军分区第一政委） | 政治委员 - 宋新华（1960年2月—1961年3月，舟山县人武部政委） - 王祥（1963年2月—12月，舟山专区人武部政委） - 尹作清（1965年6月—1972年6月，舟山地区人武部政委） - 曹杰（1973年7月—1978年2月，舟山地区人武部政委） - 李行笃（1978年5月—1983年5月，舟山地区人武部、舟山军分区政委） - 蒋墨（1983年5月—1987年10月） - 舒发鑫 大校（1987年10月—？） - 丁嘉如 大校（？—？） - 王樟松 大校（？—？） |

中国人民解放军浙江省舟山警备区
| 司令员 - 陈长明 大校（1997年5月—1999年） - 施中苏 大校（1999年9月—2006年12月） - 王治平 大校（2006年12月—2014年7月） - 曾鹏翔 大校（2014年7月—） | 党委第一书记 - 于辉达（1997年6月—1999年3月，中共舟山市委书记兼） - 王辉忠（1999年3月—2003年2月，中共舟山市委书记兼） - 张家盟（2003年3月—2008年2月，中共舟山市委书记兼） - 梁黎明（2008年2月—2013年2月，中共舟山市委书记兼） - 孙景淼（2013年2月—2015年8月，中共舟山市委书记兼） - 周江勇（2015年8月—，中共舟山市委书记兼） | 政治委员 - 孙荣正 大校（1997年5月—2004年） - 朱永和 大校（2004年—2005年12月） - 蓝荣崇 大校（2006年—2010年7月） - 郭正钢 大校（2011年—2012年） - 冯阜营 大校（2012年—） |